# Maria Obremba
Maria Obremba (ur. 24 marca 1927 w Mysłowicach, zm. 31 października 1969 w Berlinie) – polska malarka, członkini grupy ST-53.

## Życiorys
Studiowała malarstwo w katowickiej filii Akademii Sztuk Pięknych im. Jana Matejki w Krakowie (obecnie Akademia Sztuk Pięknych w Katowicach). W 1953 została członkiem samokształceniowej grupy artystycznej ST-53, której członkowie demonstracyjnie sprzeciwiali się dominacji realizmu socjalistycznego w sztuce. Była zdolną malarką, a jej obrazy porównywano do dzieł Paula Klee. Jej obrazy nie zachowały się i znane są jedynie z reprodukcji.

## Życie prywatne
Córka Teodora, lekarza i przewodniczącego rady miasta Mysłowice, i malarki Ireny Rejewskiej, siostra bliźniaczka malarki Gabrieli Obremby.
W Katowicach w 1957 poznała pisarza Sławomira Mrożka, z którym wzięła ślub w listopadzie 1959. Na początku lat 60. małżonkowie wyjechali do Warszawy. 15 czerwca 1963 zdecydowali o pozostaniu w Ligurii we Włoszech.
W 1969 u Marii zdiagnozowano raka mózgu. Mrożek zawiózł żonę do Berlina Zachodniego, gdzie zmarła po 13 dniach pobytu w szpitalu.
Dopiero w 1989, po przemianach ustrojowych w Polsce, siostra Gabriela sprowadziła jej prochy do Katowic. Zostały pochowane na cmentarzu przy ul. Francuskiej w Katowicach.